# Stellar Variations
Stellar Variations è il ventottesimo album degli Hawkwind, pubblicato nel 2012. Il disco è stato pubblicato sotto il nome di Hawkwind Light Orchestra.

## Tracce
1. Stellar Perspective - 6:07 - (Brock, Hone, Chadwick)
2. All Our Dreams - 6:28 - (Brock)
3. Damp Day In August - 1:52
4. It's All Lies - 5:47 - (Brock)
5. Variation 3 - 3:11
6. Four Legs Good, Two Legs Bad - 3:42 - (Brock)
7. In The Footsteps Of The Great One - 5:07 - (Brock)
8. A Song From A New Age - 5:02 - (Brock)
9. We Serve Mankind - 4:50 - (Brock, Hone)
10. Cities Of Rust - 5:25 - (Brock)
11. Instant Predictions - 5:51 - (Brock, Hone, Chadwick)

## Formazione
- Dave Brock - voce, chitarra, tastiere, sintetizzatore
- Niall Hone - chitarra, basso, tastiere
- Richard Chadwick - batteria, voce, Artwork